# Petelinov Janez
Petelinov Janez je povest Jakoba Alešovca. Objavljena je bila leta 1880 v Slovencu.

## Vsebina
V Breški vasi so vročega poletnega dne vaščani spravljali domov obilne pridelke. Tistega dne se je domov vrnil Petelinov Janez, mlajši županov sin, ki se je šolal za duhovnika, vendar je opustil šolanje, saj ga vera ni zanimala in je bil proti njej. Župan Petelin je imel z ženo Polono še starejšega sina Jožeta, ki je bil pri vojakih, mlajšo hčer Reziko, staro 12 let, in starejšo hčer Nežiko, ki je delala v njegovi gostilni. Janez je staršem povedal, da ne bo več študiral, ampak da bo šel z baronom na Dunaj, kjer bo pomagal njegovemu sinu pri učenju. Domači so bili razočarani nad njim. Breška vas ni imela šolskega poslopja in tudi učitelja ne, ker orglar ni imel sposobnosti za poučevanje, zato sta otroke v župnišču poučevala župnik in kaplan, ki pa za to delo nista bila plačana. Otroci so se v šoli naučili brati in pisati, radi so hodili v šolo, ker sta gospoda dobro ravnala z njimi. Nekega dne so Brežani dobili ukaz, da morajo sezidati šolo in najeti učitelja. Vaščani so bili sprva proti, a so vseeno sezidali šolo zraven cerkve. Dobili so učitelja, ki se je preselil v vas. Župnik je v nedeljo po maši povedal, da se bo pričel pouk in da naj starši vpišejo svoje otroke v šolo. O učitelju so imeli Brežani različna, deljena mnenja, a so naslednji dan pripeljali svoje otroke v šolo na vpis. Počasi so začeli zaupati učitelju. Nežika je pela v pevskem zboru, veliko se je pogovarjala z učiteljem, ki jo je spraševal po Janezu. Ljudje so začeli govoriti, da se med Nežiko in učiteljem nekaj plete. Petelinovi so dobili Janezovo pismo, da je šel kot prostovoljec v vojsko. Izvedeli so tudi, da je Jože umrl v boju, zato je Petelin prestavil hčerino poroko z učiteljem. Petelin in žena sta se dogovarjala, kako bosta razdelila posestvo. Domov se je vrnil Janez, ki je moral zaradi poškodbe zapustiti vojsko. Pobotal se je z domačimi, vendar je začel ljudi ščuvati proti veri, zato je moral spet od doma. V mestu si je našel službo pri advokatu Zvitoviču, ki mu je pomagal pri volitvah. Zvitovič je bil liberalec in je kandidiral za poslanca. Janez se je v mestu seznanil z uradnikom Kleparjem in njegovo družino ter se zapletel v ljubezenska razmerja z njegovimi hčerkami. Učitelj Uranič in Nežika sta se medtem poročila. Zvitovič ni dobil podpore na volitvah, zaradi česar je Janez skupaj z njim začel spletkariti proti breškemu župniku in učitelju, za katerega je mislil, da mu hoče njegov oče prepustiti posest. Zaradi tega sta morala oba na zagovor, učitelj je bil kazensko premeščen. Petelin ga je pregovoril, da je opustil poklic in ostal v vasi. Janez je ukradel Zvitoviču denar in pobegnil, zaradi česar so ga iskale oblasti na njegovi domačiji. Po odpovedi učitelja Uraniča je Beška vas dobila novega učitelja Dolenca. Otroci so želeli starega učitelja nazaj, starši pa jih niso več pošiljali v šolo. Učitelj Dolenc je pisal okrajnemu glavarstvu, da se je Breška vas uprla šoli in prosil za pomoč oziroma kazen za upornike, ki naj bi jih prisilili, da pošljejo svoje otroke v šolo. V vas so prišle oblasti in naložile kazen upornikom, otroci pa so spet hodili v šolo. Vsi so bili jezni na učitelja, zato so se ga izogibali. Janez je izgubil tožbo z očetom, nekega dne pa se je vrnil, saj je zapravil ves Zvitovičev denar. Hotel je zažgati domačijo, vendar ga je pes raztrgal in je umrl. Za njim so žalovale mati in sestri. Učitelj Dolenc je konec šolskega leta odšel, njegovo mesto je spet prevzel stari učitelj in fara je bila zadovoljna. V vasi je bil mir, saj so se Janezovi privrženci pobili med sabo. Učitelj Uranič je vodil bralno društvo in pri tem bil uspešen.

## Vir
Jakob Alešovec. Petelinov Janez. Povest. Ljubljana: Jugoslovanska tiskarna, 1919.